# Бережци
Бережци́ (укр. Бережці́) — село в Вишневской сельской общине Ковельского района Волынской области Украины.
До 2020 года входило в Любомльский район.
Код КОАТУУ — 0723384802. Население по переписи 2001 года составляет 718 человек. Почтовый индекс — 44352. Телефонный код — 3377. Занимает площадь 1,86 км².